# 2021 az irodalomban
A 2021. év az irodalomban.

## Események
Az év a COVID–19-világjárvány miatt világszerte korlátozásokkal indul, hagyományos rendezvények maradnak vagy halasztódnak el, kulturális intézmények hónapokig zárva tartanak. Az irodalmi élet is a változó helyzethez alkalmazkodva folytatódik.
- január 18. – Baumgarten Ferenc Ferdinánd halálának évfordulóján másodszor ítélték oda a Baumgarten-díj hagyományát felélesztő, 2019-ben alapított Baumgarten-emlékdíjakat. A díjkiosztást a járvány miatt később rendezik meg.[1]
- január 19. – Mészöly Miklós író születésének centenáriumán Szekszárd önkormányzata a Mészöly Miklós Egyesülettel közösen emlékévet hirdetett meg. A Mészöly-emléknap rendezvényeit május 19-re halasztották. Az emlékév során több konferencia és folyóirat foglalkozik az író életművével.[2]
- Az áprilisra tervezett Budapesti Nemzetközi Könyvfesztivált a Magyar Könyvkiadók és Könyvterjesztők Egyesülése (MKKE) elnöksége őszre halasztotta.[3]
- június 10–13. – Margó Irodalmi Fesztivál, a járvány visszahúzódását kihasználva élőben, a budai Városmajorban.[4]
- szeptember 2-5. – Ünnepi könyvhét, a hagyományos júniusi időpont helyett szeptemberre halasztva.[5]
- október 20–24. – Frankfurti Könyvvásár
- november 4-7. A tavaszról őszre halasztott Budapesti Nemzetközi Könyvfesztivált a budai Millenáris Park helyett Pesten, a kőbányai Északi Járműjavító helyén létesített Eiffel Műhelyházban rendezik meg.[6] 2021. szeptember 20-án a Magyar Könyvkiadók és Könyvterjesztők Egyesülésének Elnöksége úgy döntött, hogy a járványhelyzet fokozatos romlása miatt a november elejére tervezett Budapesti Nemzetközi Könyvfesztivál megrendezését ismét elhalasztja.[7]

Irodalmárok véleménye szerint 2021 egyértelműen „az afrikai irodalom éve volt”. A jelenségről az 1749.hu évvégi interjút közölt Gyuris Kata irodalmárral, az anglofón és frankofón afrikai irodalmak kutatójával.

### Világnapok és nemzetközi akciónapok
- március 4. – A könyv világnapja (minden év március első csütörtökje)[13]
- március 21. – A költészet világnapja (a marokkói kormányzat kezdeményezésére az UNESCO közgyűlése 1999. november 18-án nyilvánította világnappá)
- április 2. – Nemzetközi Gyerekkönyvnap (1967 óta, a Gyermekkönyvek Nemzetközi Tanácsának (IBBY) kezdeményezésére, Hans Christian Andersen dán meseíró születésnapján)
- április 23. – A könyv és a szerzői jog világnapja (1966 óta, az UNESCO kezdeményezésére, Cervantes és Shakespeare halálának napján.)

## Új könyvek
Magyar szerzők könyvei
- Bartók Imre: Lovak a folyóban
- Orosz István: Páternoszter
- Szarka Károly: Az én hibám
- Szilágyi Márton: „Miért én éltem, az már dúlva van” – Vörösmarty-tanulmányok
- Vonnák Diána: Látlak. Novellák

Külföldi szerzők magyarra fordított könyvei (első kiadás)
- Helga Flatland – Egy modern család
- Kazuo Ishiguro – Klara és a Nap
- Gaëlle Josse – Ellis Island utolsó őre (Le dernier gardien d’Ellis Island, 2014)
- Hervé Le Tellier – Anomália
- Vlagyimir Szorokin – Garin doktor

Idegen nyelvű könyvek (még nincs fordításuk)
- Leonyid Juzefovics – Philhellén

## Halálozások
- január 13. – Sinikka Nopola finn író (* 1953)
- január 28. – Kathleen Ann Goonan amerikai sci-fi-szerző (* 1952)
- február 19. – Đorđe Balašević, szerb cirill írással: Ђорђе Балашевић szerb dalköltő és énekes (* 1953)
- március 4. – Fabó Kinga magyar költő, nyelvész, esszéista (* 1953)
- március 14. – Jankovics József magyarirodalomtörténész (* 1949)
- március 20. – Tóth Imre magyar költő (* 1966)
- március 21. – Adam Zagajewski lengyel költő, esszéíró, műfordító (* 1945)
- március 25. – Beverly Cleary amerikai gyermek- és ifjúsági író (* 1916)
- április 2. – Arthur Kopit amerikai drámaíró (* 1937)
- április 15. – Lengyel Anna magyar dramaturg, műfordító (* 1969)
- április 21. – Kemény Kari Erzsébet norvég-magyar műfordító (* 1950)
- május 12. – Bujdosó Alpár magyar költő (* 1935)
- június 4. – Friederike Mayröcker osztrák költő, író (* 1924)
- július 21. – Kántor Péter magyar költő, műfordító (* 1949)
- augusztus 5. – Vilcsek Béla magyar irodalomtörténész, kritikus (* 1956)
- augusztus 8. – Jaan Kaplinski észt költő, író, kritikus (* 1941)
- szeptember 8. – Kilián István Szabó Lőrinc-, Fraknói Vilmos-, Faludi Ferenc Alkotói Díjas magyar irodalomtörténész, muzeológus, lexikográfus (* 1933)
- szeptember 27. – Cecilia Lindqvist svéd író, sinológus (* 1932)
- október 2. – Ladislaus Löb kolozsvári születésű svájci germanisztikaprofesszor (* 1933)
- október 6. – Monostori Imre magyar irodalomtörténész, kritikus (* 1945)
- október 17. – Kálmán C. György  magyar egyetemi tanár, irodalomtörténész, kritikus, publicista (* 1954)
- október 28. – Zelei Miklós magyar költő, író, újságíró (* 1948)
- november 13. – Wilbur Smith dél-afrikai író (* 1933)
- november 16. – Sezai Karakoç török író, költő, filozófus (* 1933)
- november 27. – Almudena Grandes spanyol író (* 1960)
- december 11. – Anne Rice amerikai író (* 1941)
- december 18. – Szili József magyar irodalomtörténész, esztéta (* 1929)
- december 30. – Kalász Márton magyar költő, író, műfordító (* 1934)

## Évszázados évfordulók
- 700 éve, 1321. szeptember 14-én halt meg Dante Alighieri itáliai költő, filozófus, a világirodalom klasszikusa, az Isteni színjáték szerzője (* 1265)
- 1921 az irodalomban
- 1821 az irodalomban
- 1721 az irodalomban
- 1621 az irodalomban
- 1521 az irodalomban
- 1421 az irodalomban